# Jasové

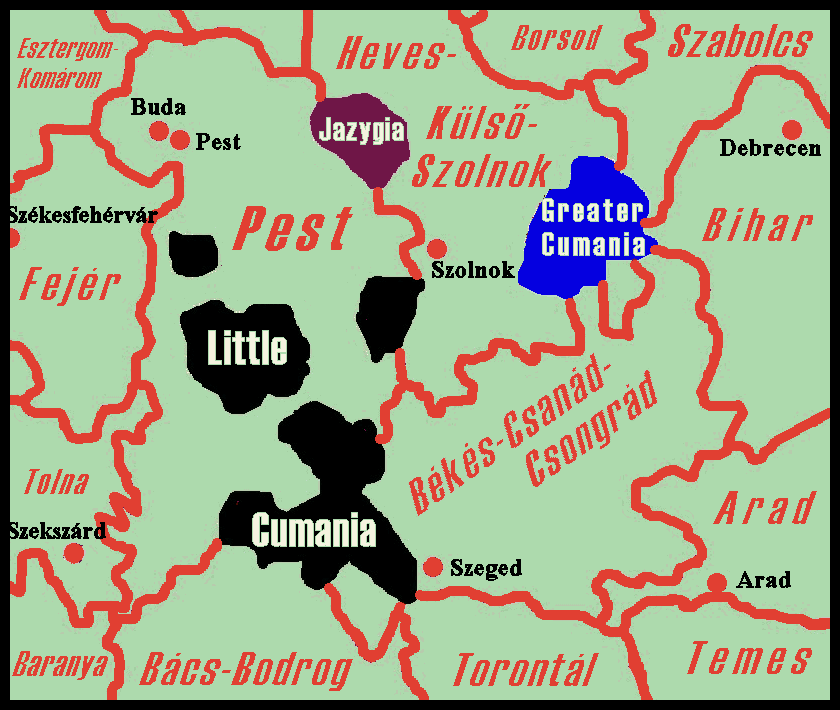
Jazygie (vínově) v 18. století uvnitř habsburského Uherska

Jasové, maďarsky jászok, jsou asimilovaný sarmatský kmen, který se ve 13. století usadil na území dodnes zvaném Jász(ság), na dolním povodí řeky Zagyva v dnešním středním Maďarsku. Někdy jsou zaměňováni s antickým kmenem Jazygů, s nimiž sice nejspíš mají společný původ, ale nejedná se o identické etnikum.
Jasové přišli do Uher spolu s Kumány, a stejně jako oni získali od uherského krále právo jisté samosprávy. Jejich střediskem se stalo město Jászberény. Přestože jazykově do 15. století splynuli s Maďary, zachovali si kulturní svéráz a povědomí. Zvláštní politické postavení si více či méně udrželi až do uherské správní reformy roku 1876, kdy bylo jejich území začleněno do řadové župy Jász-Nagykun-Szolnok, a tak je tomu dosud. Jasovský kulturní region zhruba odpovídá dnešním okresům Jászapáti a Jászberény.